# Aeroporto Internacional de Newcastle (Austrália)
O Aeroporto Internacional de Newcastle (código IATA: NTL, código ICAO: YWLM) é um terminal aéreo em Port Stephens que serve a área metropolitana da cidade de Newcastle, no estado de Nova Gales do Sul na Austrália. Está a 15 quilómetros ao norte de Newcastle. 